# Saya afroboliviana
La danza de la saya' o tambien llamada saya afroboliviana es una expresión cultural y política, expresada en baile y música de la comunidad afroboliviana, nacida en Los Yungas de Bolivia, uno de los lugares donde se establecieron las comunidades africanas tras el proceso de esclavización. La población africana llegó por procesos de migración forzada a América, en el territorio de la República de Bolivia. La música y la danza como parte de su vida también viajaron con ellos a estos territorios manteniendo cierta independencia de otras manifestaciones culturales por disposiciones que promovían su distanciamiento de los aimaras y otras poblaciones al menos hasta el fin del periodo virreinal.

## Denominación
El nombre de esta expresión cultural deriva del  vocablo Nsaya de origen kikongo; así la saya etimológicamente significa: trabajo en común bajo el mando de un cantante principal. Está compuesta de música, danza, poesía y ritmo.

## Reseña histórica
Los abuelos Manuel Barra y Angélica Pinedo refieren en diferentes entrevistas la evolución de la saya y su diferenciación de la música aymara. Esta expresión cultural construyó identidad de manera aglutinadora para los afrodescendientes como diferenciadora de las comunidades aymaras y blancas como se entiende a partir de su testimonio:
" Los indios zampoña y los negros saya no más siempre" Manuel Barra,1999.

Barra, nacido alrededor de 1930 relata de esta manera la interpretación de la saya durante el periodo de las haciendas, previo a la Revolución de 1952:

"La tropa de saya paraba en la mañana, donde el tambor mayor. El tambor mayor golpeaba su caja tres veces. Entonces ya tenía que ir. Reunir toda la gente en esa casa del tambor mayor, donde está el tambor mayor y donde el tambor mayor ya se va donde el Alcalde....EI Alcalde maneja su vara...y ande el tambor mayor, la tropa de saya tiene que ir donde el Alcalde, a su casa del Alcalde; de ande el Alcalde tiene que ir a la Casa de hacienda, la tropa, a visitar al patrón, después al Mayordomo. De ahí tiene que salir a visitar, recién tiene que ir a la iglesia; de la iglesia ya va y agarra el preste y si cambia el preste, ya el preste pesca la tropa y lleva a su casa. Naidies tiene que saber donde esta yendo esa tropa solamente yo y usted. Yo soy el guía de hombre y usted guía de mujer" Manuel Barra, 1999

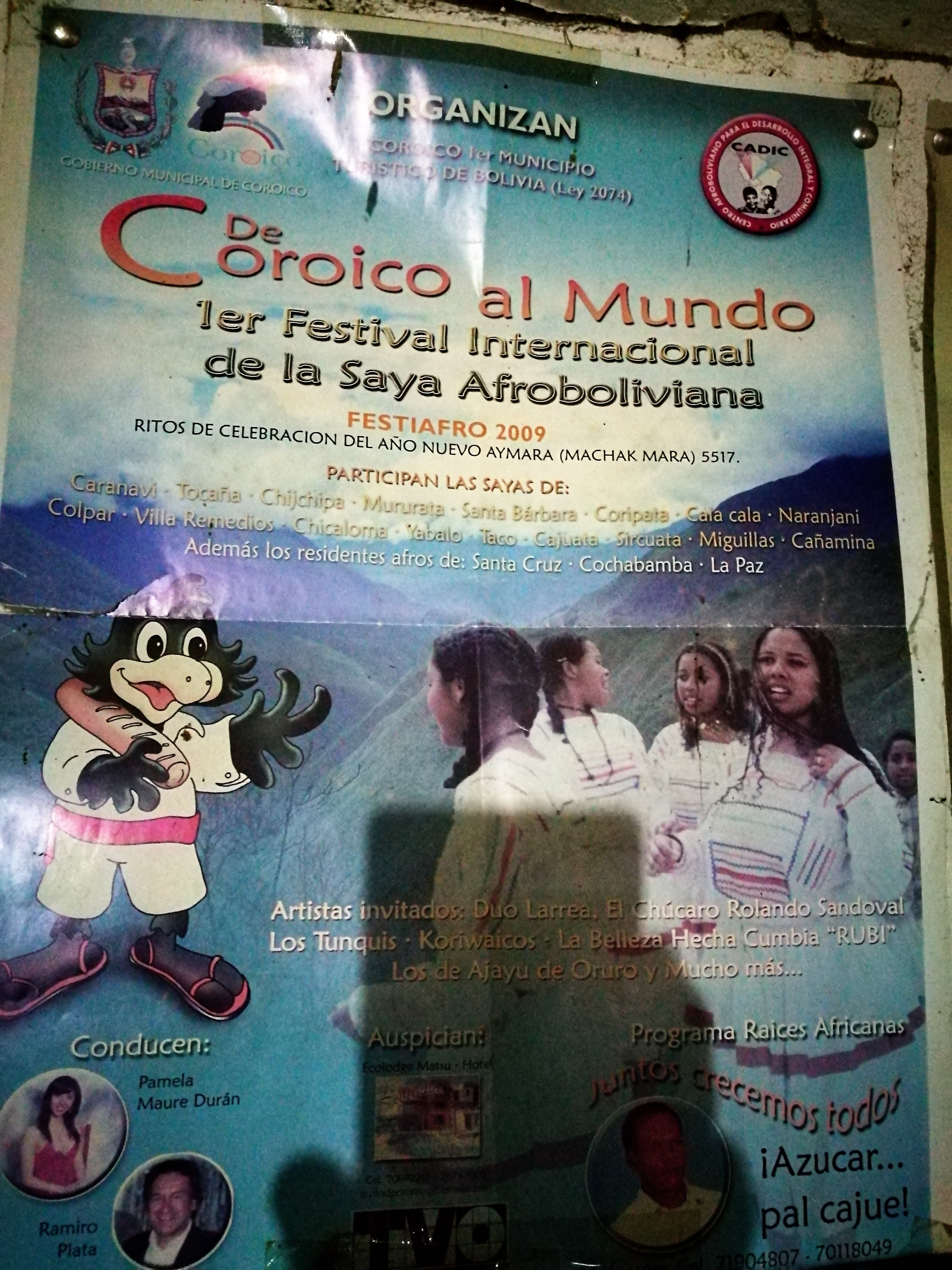
Afiche de Festival internacional de Saya en 2009.

A partir de los años 1980 la saya se fue transformando de una danza del pueblo a un instrumento de reivindicación. La reivindicación empezó en el año 1982 con la presentación que hicieron alumnos del Tercero Intermedio del Colegio Guerrilleros Lanza en Coroico para la fiesta del 20 de octubre. Consultando a parientes y a la gente mayor de edad, residente en Tocaña, los alumnos trataron de averiguar cómo eran la música, vestimenta y danza, y el resultado de sus investigaciones tuvo tanto éxito que la presentación se repitió al año subsiguiente con más participantes afrobolivianos, dando inicio a lo que hasta hoy es el Movimiento Cultural Saya Afroboliviana, MOCUSABOL.
Con respecto al origen y la recuperación de la saya , Jorge Medina Barra, activista afroboliviano refiere:
Empezando recuperando la danza de la Saya, puesto que es una de las danzas más representativas del pueblo afro, junto a otra danzas que con el correr del tiempo estaban desapareciendo(...)
Sobre la construcción de la saya como instrumento de identidad Marfa Inofuentes lideresa afroboliviana refería:
"Todo empezó  con la canción Llorando Se Fue, presentada  por Los Kjarkas como saya, aunque es un caporal. La escuchábamos  en la radio y eso  ocasionó gran confusión en la gente ... El caporal nace de la saya. En el caporal se representa al capataz de la hacienda, que lleva un látigo. No es inspiración afro. Esto motivó a muchos a organizarse en el tema de la danza. Me movió el corazón. Me dije: "Dios mío,¿dónde he estado yo? ¿Qué ha pasado conmigo? Tengo que estar aquí, éste es mi lugar y debo estar con mi gente". Así empecé. Empezó a nacer en el corazón"  ( Inofuentes 2006-2008)
Dado el carácter reivindicativo del Movimiento de difusión de la Saya, lideresas afrobolivianas como Marfa Inofuentes o Paola Yáñez formaron parte de MOCUSABOL; mientras se promovía la saya como elemento identitario afroboliviano. La lideresa Mónica Rey realizó sus tesis universitaria centrada en la Saya. Sobre la significación de la saya en su vida, Yáñez mencionó en 2005: 
"Es la forma de expresarme culturalmente, es la forma de conectarme con mis ancestros, con mi sangre afroboliviana."

## Vestimenta

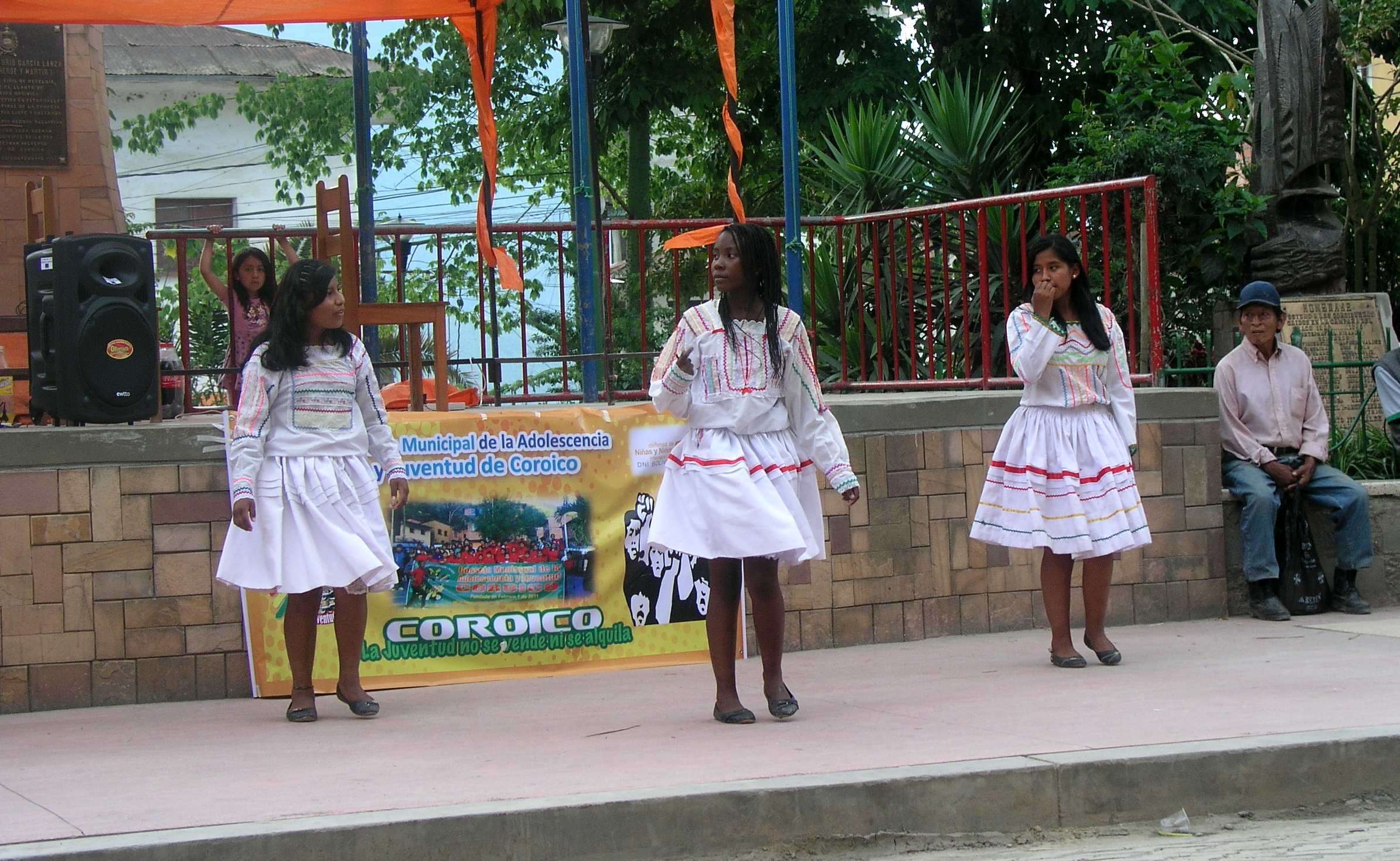
Jóvenes bailando la saya en Coroico.

La vestimenta para ambos géneros es blanca. Las mujeres llevan polleras con varias tiras de colores, en la parte del ruedo y bordados en la parte superior, blusas de mangas cortas, escote cuadrado, toda la blusa va bordada y adornada de cintas, encajes y zigzag, también llevan un sombrero en la mano y una manta de color, doblada y colgando en el brazo derecho. Llevan ojotas.
La vestimenta de Saya  presenta peculiaridades sincréticas españolas y mestizas en la vestimenta de las mujeres, particularmente en la adopción de las blusas y polleras de la chola paceña en versiones propias especiales para el baile.

## Instrumentos

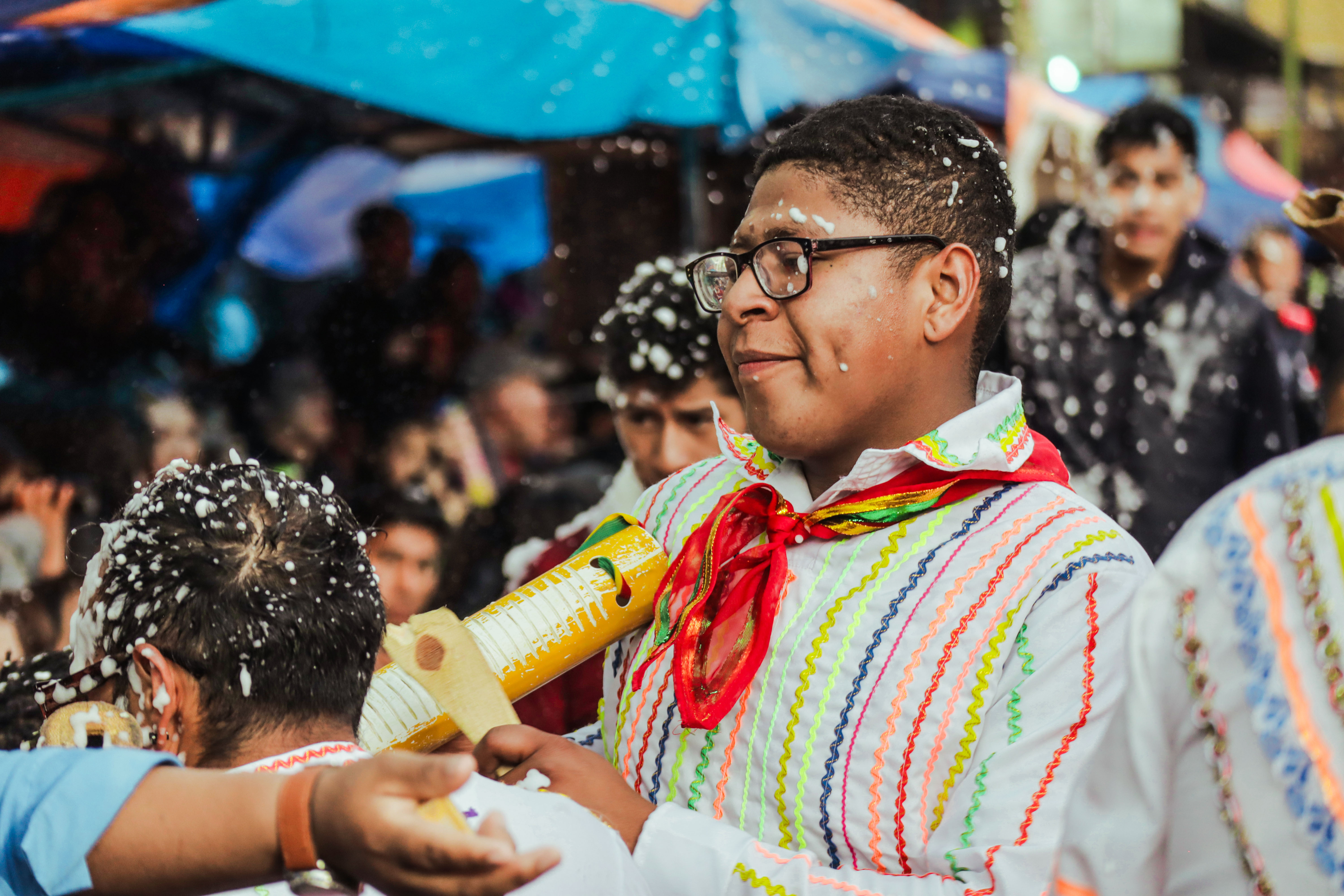
Músicos.

Sobre la interpretación tradicional de la saya la abuela Angélica Pinedo refiere el siguiente testimonio:
"Los guías de hombres llevaban cascabeles; las guías de mujeres llevaban matracas; cuando hacían las coplas se giraba la matraca hacia arriba, y, cuando todos cantaban, la matraca sonaba lento acompañando a la guancha".Angélica Pinedo, 1999
La interpretación contemporánea incluye:
- Nueve membranófonos: tambor o bombo mayor, sobre tambor, requinto sobre requinto y ganginco.
- Un idiófono: coancha[8]

## Baile

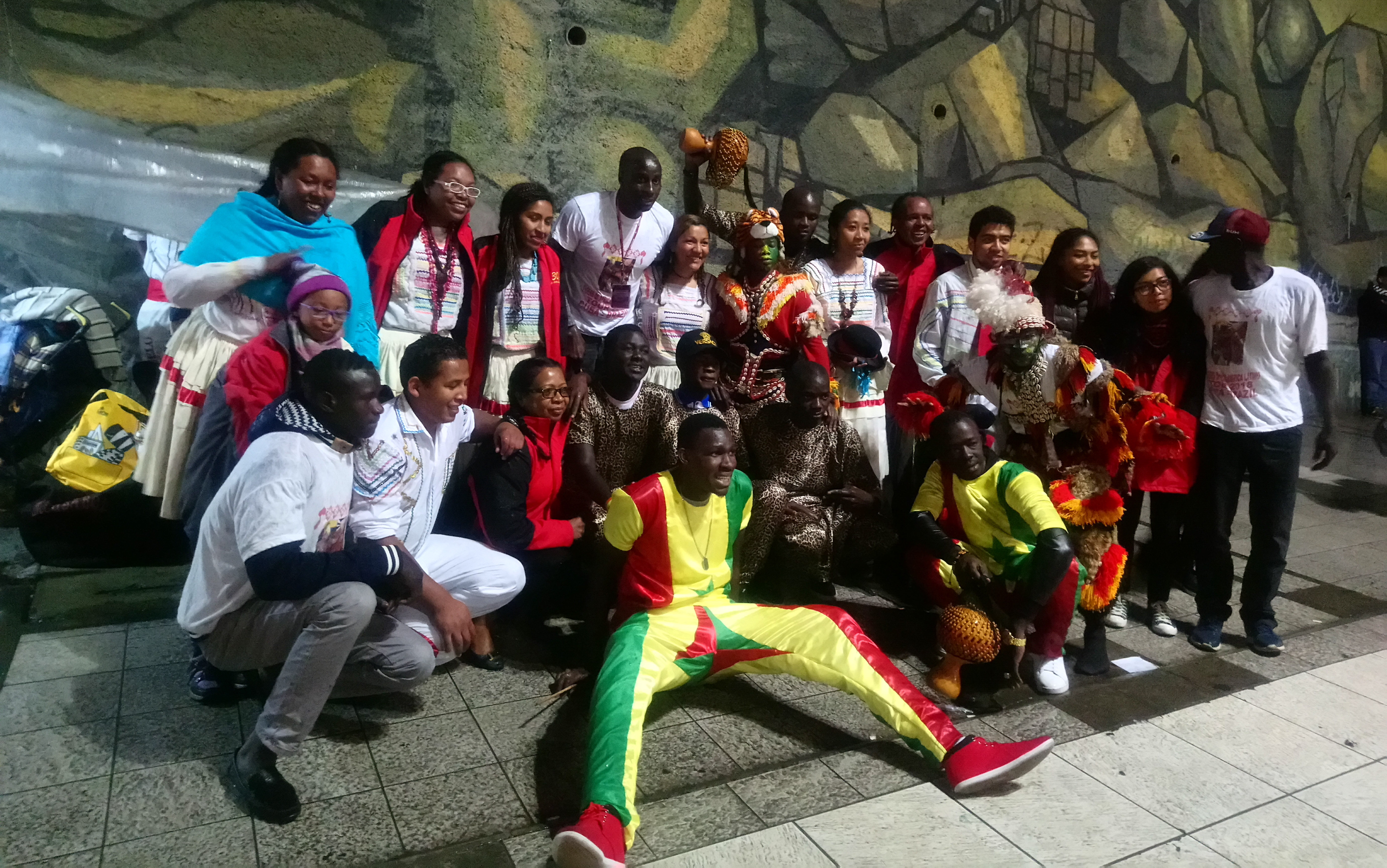
En la fila superior Jóvenes del Movimiento Cultural Saya Afro Boliviana y el grupo The Lions de Senegal durante un encuentro en el marco del Decenio Internacional de los Afrodescendientes

La estructura de los grupos de baile y la misma saya, presenta diferencias regionales de acuerdo a la población afro que la interpreta, así tenemos que existen variaciones entre la saya interpretada en Chijchipa, Tocaña o Mururata.

## Confusión entre la saya y el caporal
La música y el baile de la saya no es el mismo que la de los caporales, ya que esta última es una danza mestiza y urbana inspirada en la saya original, con su propia coreografía, danza y ritmo muy diferentes a la saya.
Se considera que como parte de los procesos de construcción identitaria de la república se dio difusión a los bailes afrobolivianos en los centros urbanos de Bolivia, de manera que durante la primera mitad del s XX los bailes afro se practicaban en las ciudades por la población mestiza urbana y se estilizaban y desarrollaban variantes y otras danzas inspiradas en ellas, hallándose bibliografía que habla de las expresiones culturales afrobolivianas, como en los textos de Rigoberto Paredes
 

El movimiento afroboliviano ha expresado en diferentes oportunidades la diferencia entre la saya y la música que grupos folclóricos urbanos como Los Kjarkas han compuesto e interpretado para musicalizar el baile de caporales, uno de sus canales de expresión  es su canto, y uno de los estribillos de su canto menciona:
Después de 500 años
no me vas a cambiar
el bello ritmo de la saya
con el ritmo de caporal
Los Kjarkas están confundiendo
la saya y el caporal
lo que ahora están escuchando
es saya original

## Categoría patrimonial
La danza fue declarada Patrimonio Departamental de La Paz en 2007 durante la gestión de José Luis Paredes y Patrimonio nacional a través de la norma: Expresión Cultural Saya Afroboliviana: 747/10 de 2013, promulgada durante el gobierno de Evo Morales.

## Importancia contemporánea
La saya es actualmente interpretada por las comunidades afrobolivianas en carnavales, entradas folclóricas y eventos sociales y culturales alrededor de Bolivia y el mundo. La música ha sido interpretada por agrupaciones de rock urbano como Atajo quienes han invitado a la comunidad afroboliviana a participar en colaboraciones como la realizada para la canción Pulga presidente.

## Música
En la interpretación de la saya se puede apreciar dos variantes, la saya tradicional que se ejecuta exclusivamente con instrumentos de percusión que se complementan con un cantante principal denominado coplero y un coro que alternan consecutivamente una forma de llamada y respuesta. La otra variante es una adaptación moderna en la que se agregan otros instrumentos y arreglos musicales que no se utilizan en la saya tradicional.
En la saya tradicional se conocen entre otras las siguientes interpretaciones:
- Si yo fuera presidente
- Somos la tierra que pisa

En las adaptaciones modernas podemos señalar las siguientes:
- Bailando la saya, Sayanta
- Como rayitos de sol, K'achas
- Yo soy de Bolivia, Bonanza

## Otras danzas de la comunidad afroboliviana
La comunidad afroboliviana a través de su historia ha interpretado y desarrollado diferentes manifestaciones culturales entre las que se encuentran: La semba, el mauchi, una ceremonia fúnebre, así como el tundiqui, el baile de la Tierra o cueca negra, el huayño negro que tienen una influencia mestiza y el reqhoque del valle de Oronkota. Otras músicas y danzas son la zemba, que está relacionada con la fertilidad, así como el huayño negro y el baile de la tierra, que son propios de los matrimonios afros. Los tambores de origen africano son el principal instrumento de estas expresiones musicales